# Michel Tabárez
Michel Emanuel Tabárez Soria (Treinta y Tres, 29 marzo 1995) è un ex calciatore uruguaiano, di ruolo portiere.

## Carriera

### Club
È cresciuto nelle giovanili del Fénix, con cui ha debuttato il 17 agosto 2014 in un match vinto 3-1 contro la Juventud.

### Nazionale
Nel 2015 con la nazionale Under-20 uruguaiana ha preso parte al campionato mondiale ed al campionato sudamericano, entrambi nelle vesti di terzo portiere.

## Statistiche

### Presenze e reti nei club
Statistiche aggiornate al 6 gennaio 2017.
| Stagione        | Squadra         | Campionato      | Campionato | Campionato | Coppe nazionali | Coppe nazionali | Coppe nazionali | Coppe continentali | Coppe continentali | Coppe continentali | Altre coppe | Altre coppe | Altre coppe | Totale | Totale | Totale |
| Stagione        | Squadra         | Comp            | Pres       | Reti       | Comp            | Pres            | Reti            | Comp               | Pres               | Reti               | Comp        | Pres        | Reti        | Pres   | Reti   |        |
| --------------- | --------------- | --------------- | ---------- | ---------- | --------------- | --------------- | --------------- | ------------------ | ------------------ | ------------------ | ----------- | ----------- | ----------- | ------ | ------ | ------ |
| 2014-2015       | Fénix           | PD              | 9          | -15        |                 | -               | -               |                    | -                  | -                  |             | -           | -           | 9      | -15    |        |
| 2015-2016       | Fénix           | PD              | 0          | 0          |                 | -               | -               |                    | -                  | -                  |             | -           | -           | 0      | 0      |        |
| 2016            | Fénix           | PD              | 0          | 0          |                 | -               | -               |                    | -                  | -                  |             | -           | -           | 0      | 0      |        |
| 2017            | Fénix           | PD              | 0          | 0          |                 | -               | -               |                    | -                  | -                  |             | -           | -           | 0      | 0      |        |
| Totale carriera | Totale carriera | Totale carriera | 9          | -15        |                 | -               | -               |                    | -                  | -                  |             | -           | -           | 9      | -15    |        |